# Hôn nhân giữa người và thú
Hôn nhân giữa người và thú không được chấp nhận bởi luật pháp của bất kỳ quốc gia nào.

## Thực tế

### Kết hôn với bò
- Gusti Ngurah Alit, một thanh niên Indonesia 18 tuổi đã bị trưởng làng buộc phải kết hôn với một cô bò cái sau khi bị bắt quả tang đang quan hệ tình dục với bò. Anh nói: "Cô ấy gọi tên tôi và quyến rũ tôi. Vì thế tôi "quan hệ" với cô ấy". Sau buổi lễ kết hôn, Ngurah được tắm rửa sạch sẽ còn cô bò cái bị dìm xuống biển trong một nghi thức "thanh tẩy".[1]

### Kết hôn với ngựa
- Một số vị vua người Celt xứ Ai-len (thường gọi là "vị vua linh thiêng") phải kết hôn với nữ thần của địa phương. Thông thường một Druid nữ được chọn để đại diện cho nữ thần làm vợ vua, nhưng một vị vua xứ Donegal đã cưới một cô ngựa, như thế thân của nữ thần.[2]
- Tháng Năm 1998 - The Jerry Springer Show đã có một tập phim có tiêu đề "Tôi lấy một con ngựa!". Chương trình cuối cùng không được phát sóng vào ngày dự kiến, rõ ràng là do những lo ngại về sự chấp nhận phát sóng một tập phim, trong đó một người đàn ông thừa nhận mối quan hệ tình cảm và tình dục dài hạn với ngựa của mình. Người đàn ông và con ngựa của ông sau đó tham gia vào một tài liệu của Anh về chủ đề này.[3]

### Kết hôn với dê

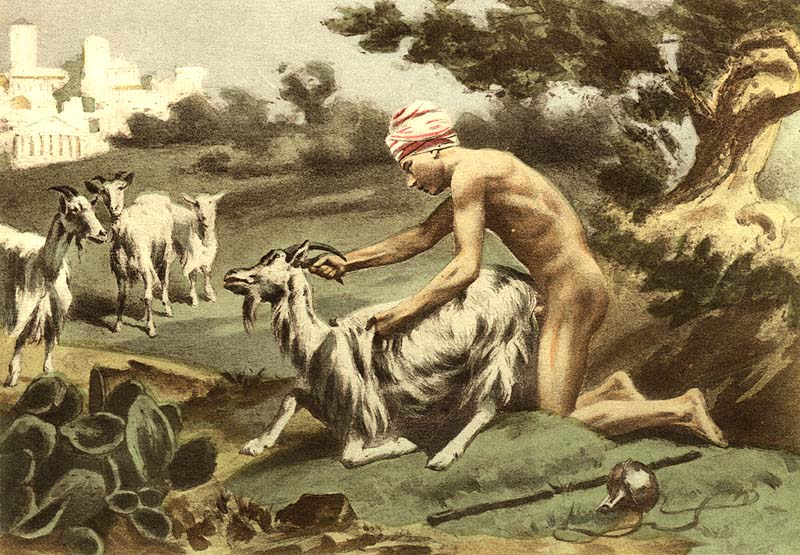

- Tháng hai năm 2006, người đàn ông Xu đăng tên là Charles Tombe bị bắt gặp đang làm tình với dê cái của hàng xóm (sau này được gọi với tên Rose). Anh bị buộc phải cưới Rose và bồi thường cho người hàng xóm món tiền 15000 đi na Xu đăng làm sính lễ.[4]

## Ở Việt Nam

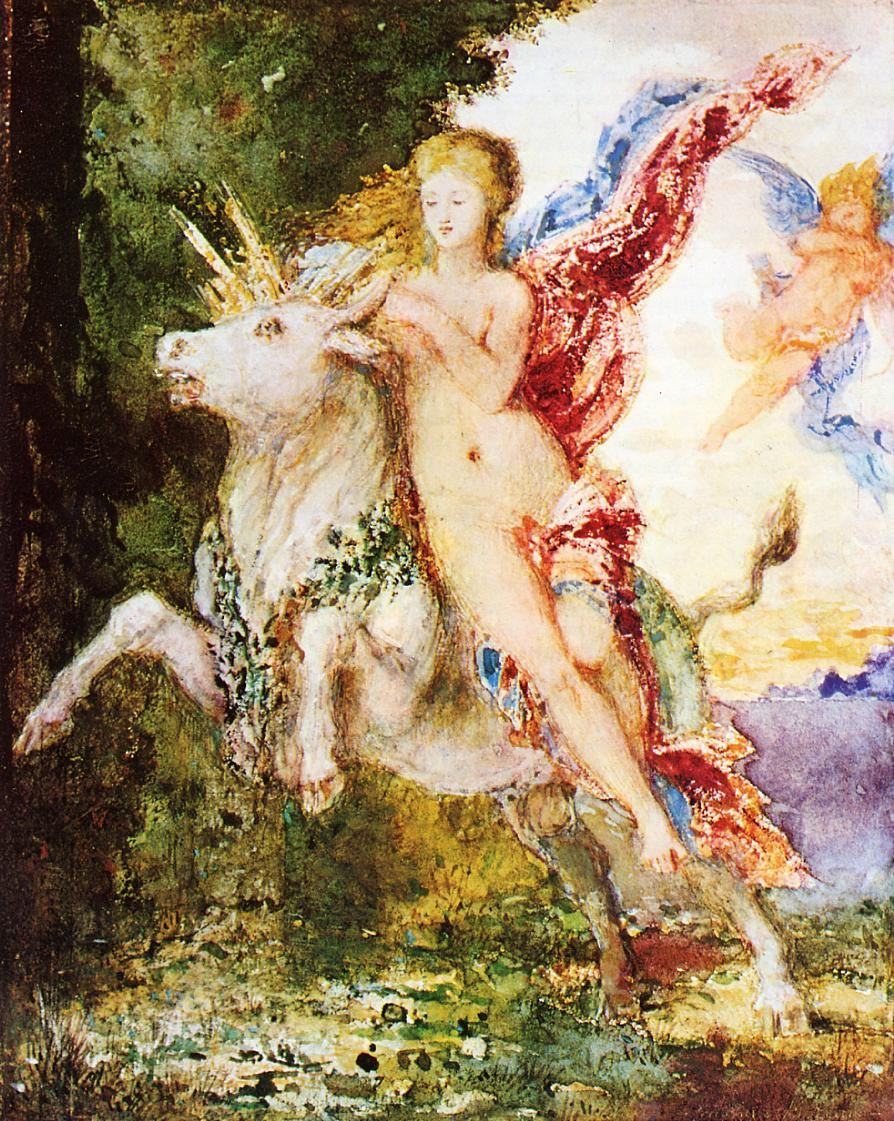
Nàng Europa và bò trắng

Ở Việt Nam, câu chuyện cổ tích "lấy vợ cóc" kể về một chàng thư sinh lấy một con cóc, sau đó con cóc này hóa thân thành một cô gái xinh đẹp, đảm đang.
Năm 2013, Lê Tuấn Anh (sinh năm 1995, trú tại xã Quảng Châu, huyện Quảng Xương, Thanh Hóa) đã bị kết án 18 năm tù giam về tội "hiếp dâm" và "giết người". Lê Tuấn Anh đã từng giao cấu với cả động vật như lợn và trâu, trộm đồ lót phụ nữ ngửi và nhai, nhiều người còn tố rằng bị y đục lỗ ở nhà tắm để nhìn trộm khi đang tắm.